# Журавков, Михаил Анатольевич
Михаил Анатольевич Журавков (бел. Міхаіл Анатольевіч Жураўкоў; род. 19 ноября 1961, Солигорск, Минская область) — белорусский математик, доктор физико-математических наук. Профессор Белорусского государственного университета, первый проректор БГУ с 2009 по 2015 год, министр образования Республики Беларусь с декабря 2014 года по декабрь 2016 года.

### Биография
Журавков родился 19 ноября 1961 года в городе Солигорске.
27 декабря 2014 года назначен министром образования Республики Беларусь. Отправлен в отставку 15 декабря 2016 года.

### Образование
Окончил  Белорусского государственного университета,  механико-математический факультет, отделение «Механика» (1979-1984), заочную аспирантуру при университете по специальности «Механика деформируемого твердого тела» (1984 – 1987).По специальности «Механика деформируемого твердого тела» в 1987 году (тема кандидатской диссертации — «Применение метода В. Л. Рвачева квазифункций Грина в теории упругости»).
В 1987 году защитил кандидатскую диссертацию на соискание ученой степени кандидата физико-математических наук по специальности «Механика деформируемого твердого тела».
В ноябре 1993 году защитил докторскую диссертацию на соискание ученой степени доктора физико-математических наук по специальности «Механика деформируемого твердого тела» - тема диссертации — «Исследование геомеханических процессов в мелкослоистом породном массиве на основе концепций МДТТ». Профессор по специальности «Механика» с апреля 2000г. Доктором физико-математических наук Журавков стал уже в 32 года.
С 1984 по 1993 гг. работал в научно-исследовательском и проектном институте горно-химической промышленности в должностях м.н.с, с.н.с лабораторий исследований геомеханических процессов, горного давления, исследования сдвижений земной поверхности, а затем заведующего лабораторией физических и математических методов исследования горных процессов.
С 1993 по 1996 гг. работал в РУП ПО «Беларуськалий» в должности зам. начальника службы АСУП по разработке и внедрению.
С 1996 по 1997 гг. работал в должности профессора кафедры теоретической механики БНТУ, впоследствии перешёл на работу в БГУ.
В БГУ работает с 1997 года профессором кафедры теоретической механики и робототехники, с 1999 года – заведующим кафедрой теоретической механики и робототехники, а с марта 2007 года по 2009 год – деканом механико-математического факультета.
С января 2009 года по 1 декабря 2015 года – первый проректор.
Автор более 20 монографии, курсов лекций и научных изданий и более 300 научных статей.

### Основные научные интересы
фундаментальные и прикладные проблемы механики деформируемого твердого тела, геомеханика, математическое и компьютерное моделирование в МДТТ, геомеханике и геоэкологии, ГИС- и САПР-технологии в МДТТ и геомеханике.
М.А.Журавков является основателем и руководителем белорусской научной школы по геомеханике, математическим и компьютерным методам моделирования геомеханических процессов, хорошо известной и имеющей признание, как в рамках стран СНГ, так и в странах дальнего зарубежья.
Проф. М.А.Журавков является академиком Российской Академии горных наук, академиком Горной Академии Наук РБ, членом президиума международного комитета по проблемам охраны окружающей среды в минеральном производстве и энергетике, по горному планированию и автоматизации горных работ.
Активно занимается научно-организационной и научно-педагогической работой.
К настоящему времени подготовил  1 доктора наук и 13 кандидатов наук по механике деформируемого твердого тела и геомеханике.
Проф. М.А. Журавковым создана при кафедре теоретической и прикладной механике лаборатория Прикладной механики, где выполняется большое число прикладных НИР с предприятиями и организациями РБ и России по различным направлениям механики машин, геомеханики, информационным технологиям. Журавков М.А. является научным руководителем лаборатории.
Член организационного комитета многочисленных республиканских и международных симпозиумов и конференций.
Член Экспертного Совета по фундаментальным исследованиям Министерства Образования Республики Беларусь. Председатель секции «Математика. Механика».
Член Ученых Советов по защите докторских и кандидатских диссертацийпоспециальностям «Механика деформируемого твердого тела», «Теория прочности, надежности и долговечности машин и механизмов», «Геомеханика», «Геотехнологии» Член редколлегии целого ряда республиканских и международных журналов.

### Повышение квалификации
Хельсинкский Университет. Лахтинский центр повышения квалификации. Финляндия. Курс «экономическое сотрудничество и кооперация между Финляндией и республиками Советского Союза». 9.06.-20.06.1991
Республиканский образовательный центр научно-педагогических кадров технических учебных заведений. БГПА. Минск. Курсы повышения квалификации по специальности «Системы аналитических преобразований на ЭВМ» 24.03-23.06.1997 г.
РИВШ, Стажировка для резерва ректоров ВУЗов «Государственная политика в сфере высшего образования». 19-23.05.2008 г.
Институт переподготовки и повышения квалификации МЧС Республики Беларусь. Повышение квалификации «Защита в чрезвычайных ситуациях». Минск. 24.08 – 03.09.2009.
Бернский университет. Школа подземного размещения и хранения отходов. Курс «Перемещение (миграция) и сохранение радионуклидов в глинистых и трещиноватых средах». Швейцария. 30.11.2010 – 08.12.2010 г.
БГУ. Семинар «Менеджмент ядерных знаний». Минск. 21-23.12.2010.
Leica Geosystems AG & ЗАО “ЭКОМИР» курсы в рамках конференции «Дни фирмы Leica Geosystems в Республике Беларусь». Минск, 16.11.2011 г.
Академия Управления при Президенте РБ, Институт государственной службы. Повышение квалификации «Организация идеологической работы в современных условиях». Минск, 20-24.02.2012
Национальный институт ядерных наук и технологий. Курсы: «Генерация IV: Ядерные реакторные системы будущего». Сакле. Франция. 14.09.2012-21.09.2012.

### Ученые степени и звания
1987г. Кандидат физ.-мат. наук. Тема: «Применение метода В.Л.Рвачева квазифункций Грина в теории упругости». Минск, БГУ.
1993г. Доктор физ.-мат. наук. Тема: «Исследование геомеханических процессов в мелкослоистом породном массиве на основе концепций МДТТ». Минск, БГПА.
2000г. Профессор по специальности «Механика».

### Награды
В 1993 г. получил грант Международного научного фонда.
В 1999-2001 гг. был удостоен стипендии Президента Республики Беларусь молодым талантливым ученым.
В 2002-2003 гг. – премия Президента Республики Беларусь за научные достижения.
2006 г. – награждён Почетной грамотой Национального собрания РБ.
Лауреат премии им. А.Н. Севченко в области естественных наук (2008 г.).
В 2011 г. награждён нагрудным знаком Министерства образования РБ «Отличник образования».

В 2011 г. награждён медалью Ф. Скарыны.
1. ↑  В новый год с новым правительством. Лукашенко убрал Мясниковича и Ермакову. Дата обращения: 29 августа 2020. Архивировано 1 октября 2020 года.
2. ↑  АКАДЕМИК ОЛЕГ ИВАШКЕВИЧ НАЗНАЧЕН ПЕРВЫМ ПРОРЕКТОРОМ БГУ. Дата обращения: 1 апреля 2022. Архивировано 4 июля 2018 года.